# 14116 Оджіа
14116 Оджіа (14116 Ogea) — астероїд головного поясу, відкритий 17 серпня 1998 року.
Тіссеранів параметр щодо Юпітера — 3,458.